# Jésus Kibunde
Pour les articles homonymes, voir Jesus.
Jésus Kibunde Kakonge est un boxeur congolais (RDC) né le 25 décembre 1979 à Lubumbashi.

## Biographie
Jésus Kibunde, né à Lubumbashi, est orphelin dès l'âge de 12 ans.  
Il est médaillé d'or dans la catégorie des moins de 60 kg aux Jeux africains de 1999 à Johannesbourg.
Qualifié pour les Jeux olympiques d'été de 2000 à Sydney, il ne peut pas participer au tournoi, atterrissant en Australie vingt-quatre heures après la pesée à cause du manque de planification des instances congolaises.